# لي دانييلز
لي دانييلز (بالإنجليزية: Lee Daniels)‏ (إنجليزية: Lee Louis Daniels) ولد في 24 ديسمبر 1959، هو ممثل ومخرج ومنتج سينمائي أمريكي، عرف لإنتاجه فيلم Monster's Ball وإخراج فيلم Precious والذي فاز عنه بستة ترشيحات لجائزة الأوسكار بما فيهم جائزة أفضل مخرح وجائزة أفضل فيلم.

## وصلات خارجية
- لي دانييلز على موقع IMDb (الإنجليزية)
- لي دانييلز على موقع ألو سيني (الفرنسية)
- لي دانييلز على موقع ميوزك برينز (الإنجليزية)
- لي دانييلز على موقع تيرنر كلاسيك موفيز (الإنجليزية)
- لي دانييلز على موقع أول موفي (الإنجليزية)
- لي دانييلز على موقع بوكس أوفيس موجو (الإنجليزية)
- لي دانييلز على موقع قاعدة بيانات الأفلام السويدية (السويدية)
- لي دانييلز على موقع قاعدة بيانات الفيلم (الإنجليزية)
- لي دانييلز على موقع كينوبويسك (الروسية)

- الموقع الرسمي لدانييلز.
- صفحة لي دانييلز على موقع IMDB.